# Cagliari Calcio 1979-1980
Questa voce raccoglie le informazioni riguardanti il Cagliari Calcio nelle competizioni ufficiali della stagione 1979-1980.

## Stagione
Dopo il ritorno in Serie A il Cagliari disputa un tranquillo campionato, ottiene 15 punti per girone ed il settimo posto in classifica con 30 punti, a mezza classifica, in un torneo che passa alla storia per fatti extra-sportivi, le partite "truccate". Il processo sportivo al termine del torneo, declassa in Serie B il Milan che era giunto terzo, e la Lazio che si era salvata, scendono di categoria con il Pescara giunto ultimo sul campo. Il Bologna, l'Avellino ed il Perugia restano in Serie A, con una penalizzazione di 5 punti da scontare nella prossima stagione.
Lo scudetto è stato vinto dall'Inter con 41 punti, davanti alla Juventus con 38 punti, entrambe estranee allo scandalo. 
Nel Cagliari del confermato allenatore Mario Tiddia si mette in luce Franco Selvaggi un centravanti pescato nel Taranto in Serie B, autore di 12 reti in campionato, mentre il bottino di Luigi Piras è stato di 8 reti, equamente divise tra Coppa Italia e campionato. La prima sconfitta dei sardi arriva alla decima giornata a Torino con la Juventus (1-0), a dimostrazione della solidità del complesso.
Di questo campionato sono da ricordare sicuramente le vittorie casalinghe di prestigio con Napoli (1-0) e Juventus (2-1) e il rocambolesco pareggio esterno con l'Inter nelle ultime giornate (3-3).
Nella Coppa Italia il Cagliari disputa, prima del campionato, il settimo girone della manifestazione, che promuove ai quarti di finale il Napoli.
Tra i migliori di questo campionato c'è naturalmente il grintosissimo mediano Francesco Casagrande, uno dei più forti della storia del Cagliari.

## Rosa

Un undici cagliaritano della stagione, in campo con la divisa bianca.

| N. |                   | Ruolo | Calciatore                |
| -- | ----------------- | ----- | ------------------------- |
|    | Italia (bandiera) | P     | Roberto Corti             |
|    | Italia (bandiera) | P     | Enzo Bravi                |
|    | Italia (bandiera) | P     | Roberto Dore              |
|    | Italia (bandiera) | D     | Giorgio Melis             |
|    | Italia (bandiera) | D     | Mario Brugnera (capitano) |
|    | Italia (bandiera) | D     | Francesco Ciampoli        |
|    | Italia (bandiera) | D     | Oreste Lamagni            |
|    | Italia (bandiera) | D     | Roberto Canestrari        |
|    | Italia (bandiera) | D     | Renato Roffi              |
|    | Italia (bandiera) | D     | Silvio Longobucco         |

| N. |                   | Ruolo | Calciatore           |
| -- | ----------------- | ----- | -------------------- |
|    | Italia (bandiera) | C     | Alberto Marchetti    |
|    | Italia (bandiera) | C     | Giuseppe Bellini     |
|    | Italia (bandiera) | C     | Carlo Osellame       |
|    | Italia (bandiera) | C     | Roberto Quagliozzi   |
|    | Italia (bandiera) | C     | Francesco Casagrande |
|    | Italia (bandiera) | C     | Marco Dasara         |
|    | Italia (bandiera) | A     | Luigi Piras          |
|    | Italia (bandiera) | A     | Franco Selvaggi      |
|    | Italia (bandiera) | A     | Massimo Briaschi     |
|    | Italia (bandiera) | A     | Emanuele Gattelli    |

## Risultati

### Serie A

#### Girone di andata
| Cagliari 16 settembre 1979 1ª giornata | Cagliari      | 0 – 0 | Torino | Stadio Sant'Elia\| Arbitro: \| Ciulli (Roma) \| |
| Arbitro:                               | Ciulli (Roma) |       |        |                                                 |

| Napoli 23 settembre 1979 2ª giornata | Napoli        | 0 – 0 | Cagliari | Stadio San Paolo\| Arbitro: \| Lops (Torino) \| |
| Arbitro:                             | Lops (Torino) |       |          |                                                 |

| Cagliari 30 settembre 1979 3ª giornata | Cagliari            | 0 – 0 | Milan | Stadio Sant'Elia\| Arbitro: \| Menicucci (Firenze) \| |
| Arbitro:                               | Menicucci (Firenze) |       |       |                                                       |

| Arbitro: | Menegali (Roma) |

|                    |           |                |
| Delneri 76’ (rig.) | Marcatori | 17’ Casagrande |

| Arbitro: | Ballerini (La Spezia) |

|              |           |  |
| Selvaggi 74’ | Marcatori |  |

| Arbitro: | Panzino (Catanzaro) |

|              |           |               |
| Giordano 30’ | Marcatori | 48’ Marchetti |

| Arbitro: | Milan (Treviso) |

|                          |           |  |
| E. Pellegrini 38’ (aut.) | Marcatori |  |

| Arbitro: | Lops (Torino) |

|  |           |              |
|  | Marcatori | 25’ Selvaggi |

| Arbitro: | Casarin (Milano) |

|              |           |                     |
| Gattelli 24’ | Marcatori | 42’ (rig.) De Ponti |

| Arbitro: | Ciulli (Roma) |

|            |           |  |
| Causio 75’ | Marcatori |  |

| Arbitro: | Barbaresco (Cormons) |

|              |           |               |
| Selvaggi 63’ | Marcatori | 76’ Altobelli |

| Arbitro: | Longhi (Roma) |

|                           |           |               |
| L. Piras 58’ Selvaggi 65’ | Marcatori | 84’ Antognoni |

| Arbitro: | D'Elia (Salerno) |

|               |           |  |
| Scanziani 54’ | Marcatori |  |

| Arbitro: | Paparesta (Bari) |

|              |           |                             |
| Selvaggi 12’ | Marcatori | 4’, 89’ Pruzzo 45’ B. Conti |

| Arbitro: | Lanese (Messina) |

|          |           |  |
| Bagni 9’ | Marcatori |  |

#### Girone di ritorno
| Torino 13 gennaio 1980 16ª giornata | Torino             | 0 – 0 | Cagliari | Stadio Comunale\| Arbitro: \| Reggiani (Bologna) \| |
| Arbitro:                            | Reggiani (Bologna) |       |          |                                                     |

| Arbitro: | Redini (Pisa) |

|              |           |  |
| Brugnera 50’ | Marcatori |  |

| Arbitro: | Agnolin (Bassano del Grappa) |

|                           |           |  |
| De Vecchi 27’ Buriani 79’ | Marcatori |  |

| Arbitro: | Reggiani (Bologna) |

|                                       |           |              |
| Catellani 7’ (aut.) Selvaggi 55’, 72’ | Marcatori | 62’ Bressani |

| Arbitro: | Mattei (Macerata) |

|               |           |  |
| Bresciani 32’ | Marcatori |  |

| Arbitro: | Menicucci (Firenze) |

|             |           |              |
| Briaschi 2’ | Marcatori | 78’ Giordano |

| Arbitro: | Paparesta (Bari) |

|                           |           |  |
| Nobili 75’ Di Michele 88’ | Marcatori |  |

| Arbitro: | Benedetti (Roma) |

|                     |           |  |
| Selvaggi 59’ (rig.) | Marcatori |  |

| Arbitro: | Terpin (Trieste) |

|                                       |           |                            |
| Brugnera 33’ (aut.) S. Pellegrini 61’ | Marcatori | 17’ Selvaggi 81’ Marchetti |

| Arbitro: | Lattanzi (Roma) |

|                          |           |             |
| Selvaggi 80’ Bellini 89’ | Marcatori | 44’ Bettega |

| Arbitro: | Redini (Pisa) |

|                                     |           |                                                    |
| Muraro 33’ Oriali 49’ Altobelli 57’ | Marcatori | 3’ (aut.) G. Baresi 6’ Selvaggi 50’ (aut.) Mozzini |

| Arbitro: | Benedetti (Roma) |

|           |           |              |
| Tendi 90’ | Marcatori | 80’ L. Piras |

| Arbitro: | Casarin (Milano) |

|              |           |             |
| Selvaggi 38’ | Marcatori | 52’ Torrisi |

| Arbitro: | Ballerini (La Spezia) |

|              |           |             |
| De Nadai 46’ | Marcatori | 5’ L. Piras |

| Arbitro: | Vitali (Bologna) |

|              |           |                |
| L. Piras 69’ | Marcatori | 47’, 80’ Bagni |

### Coppa Italia

#### Primo turno
| Arbitro: | Materassi (Firenze) |

|                         |           |                   |
| Dasara 53’ Gattelli 68’ | Marcatori | 62’ (rig.) Zanone |

| Arbitro: | Magni (Bergamo) |

|              |           |                                   |
| Brugnera 82’ | Marcatori | 22’ (aut.) Quagliozzi 38’ G. Gori |

| Arbitro: | Ballerini (La Spezia) |

|                   |           |                   |
| Quadri 67’ (rig.) | Marcatori | 51’, 76’ L. Piras |

| Arbitro: | Benedetti (Roma) |

|                        |           |                   |
| Damiani 27’ Lucido 82’ | Marcatori | 16’, 31’ L. Piras |